# Goran Bregović
Goran Bregović (serb. Горан Бреговић; ur. 22 marca 1950 w Sarajewie) – bośniacki kompozytor muzyki rockowej, elektronicznej i etnicznej. W swojej twórczości łączy m.in. tradycyjne brzmienia ludowe z męskimi chórami i dźwiękami z syntezatora. Lider i autor muzyki jugosłowiańskiego zespołu rockowego Bijelo dugme.

## Życiorys

### Dzieciństwo
Jest synem Serbki i Chorwata. Wychował się w Sarajewie, stolicy i centrum kulturalnym Bośni. Ma brata Predraga i miał siostrę Dajanę (zm. 2020).

### Kariera

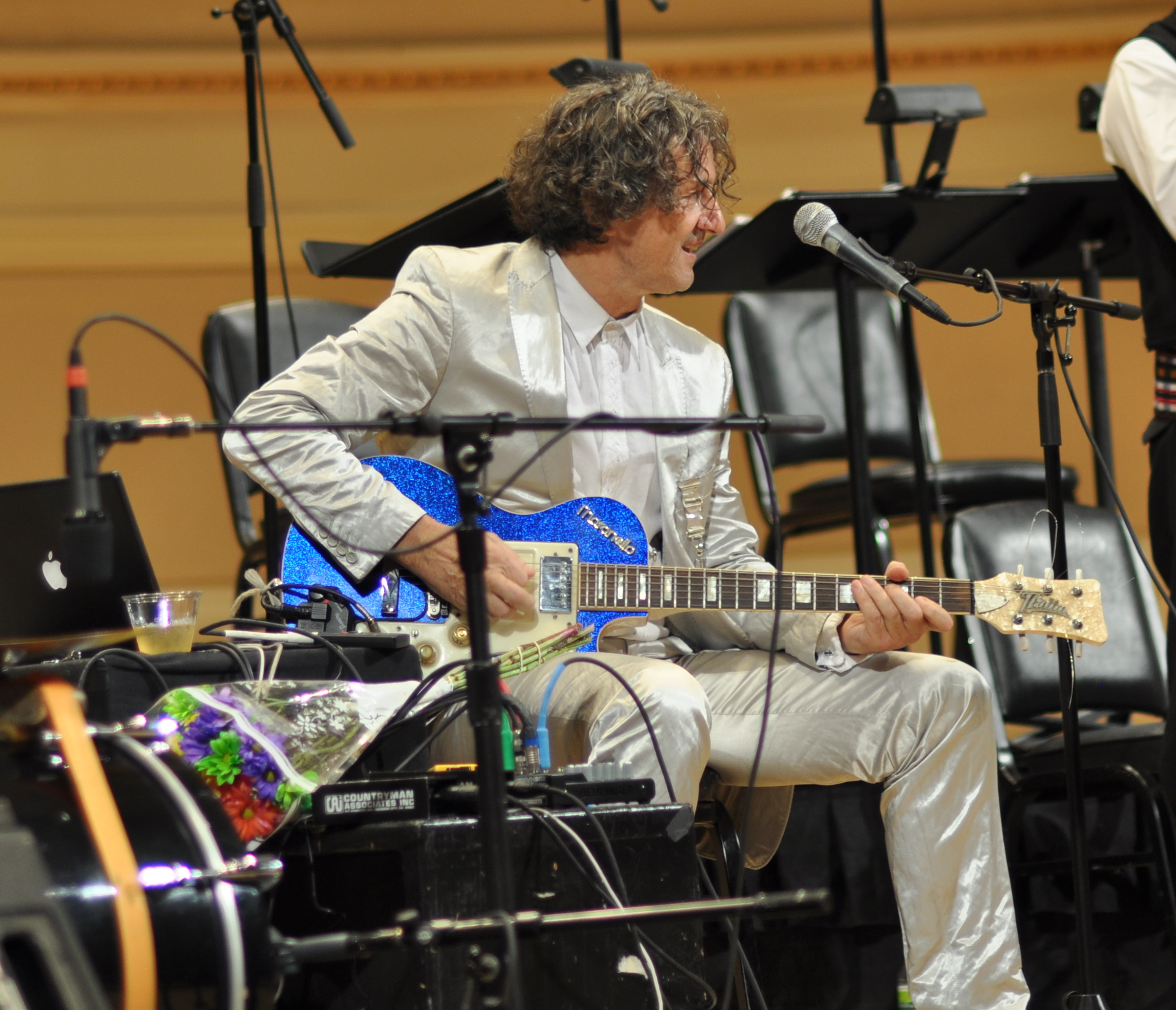
Bregović w Carnegie Hall (2011)

W latach 70. i 80. był liderem popularnego jugosłowiańskiego zespołu rockowego Bijelo dugme. Współpracował m.in. z reżyserem Emirem Kusturicą, tworząc ścieżkę dźwiękową do filmów Arizona Dream, Czas Cyganów, czy Underground. Współpracował także z Patrice’em Chereau, pisząc muzykę do filmu Królowa Margot. Pracował także nad muzyką dla potrzeb teatru, m.in. do sztuki multimedialnej pt. Silence of the Balkans.
Do udziału w nagraniach zapraszał wielu znanych wokalistów, takich jak Cesária Évora, Iggy Pop, Sezen Aksu, Jorgos Dalaras, Ofra Haza, Scott Walker.
W Polsce nagrał płyty z Kayah i Krzysztofem Krawczykiem. Był autorem muzyki do polskiego filmu Operacja Samum oraz kilkudziesięciu innych filmów.

### Kontrowersje
Wielokrotnie był oskarżany o plagiatowanie kompozycji innych muzyków oraz autoplagiaty swoich wcześniejszych utworów. W 2015 roku został ukarany przez francuski sąd grzywną w wysokości 1 miliona euro na rzecz piosenkarza Enrico Maciasa za bezprawne wykorzystanie jego utworu Soleznara w swojej kompozycji In the Deathcar.
Bregović twierdzi, że unika zagłębiania się w politykę. „Jugosławia to skrzyżowanie wielu światów: prawosławnego, katolickiego, muzułmanów”, mówił Bregović. „Z muzyką, nie mam do reprezentowania nikogo oprócz siebie – bo mówię pierwszym językiem świata, w którym każdy rozumie słowo muzyka”. Jednak w 2015 roku, z powodu występu na terenie zaanektowanego przez Rosję Krymu, odwołano jego koncerty na Ukrainie i w Polsce. Z powodu prorosyjskich sympatii zakazano mu wjazdu na teren Mołdawii i Łotwy.

## Odznaczenia
- 2021 – Order Gwiazdy Jerzego Czarnego I klasy[16]

## Życie prywatne
W 1993 roku Bregović poślubił swoją długoletnią narzeczoną Dženanę Sudžukę. Ceremonia ślubna odbyła się w Paryżu, gdzie mieszka partnerka muzyka. Para ma trzy córki: Emę (ur. marzec 1995), Unę (ur. luty 2002) i Lulu (ur. maj 2004). Muzyk ma też córkę Željke z poprzedniego związku.
12 czerwca 2008 roku Bregović spadł z wysokości czterech metrów z wiśniowego drzewa w ogrodzie przy swoim domu w Senjak, w wyniku czego złamał kręgosłup. Według lekarzy jego stan był stabilny, a po zabiegu muzyk szybko doszedł do zdrowia i zagrał dwa duże koncerty w Nowym Jorku.

## Dyskografia

### Albumy studyjne
- Dom za vešanje (1990)
- Arizona dream (1993)
- La reine Margot (1994)
- Underground (1995)
- Tales and songs from weddings and funerals (1997)
- Ederlezi (1998) – platynowa płyta[17]
- Silence of the Balkans (1998)
- Thessaloniki – Yannena With Two Canvas Shoes (1999)
- Kayah i Bregović (1999) – diamentowa płyta[18]
- Songbook (2000)
- Daj mi drugie życie. Krawczyk & Bregović (2001) – złota płyta[19]
- Karmen with a happy end (2007)
- Alkohol: Šljivovica (2008)
- Alkohol (2008)
- Champagne for Gypsies (2012)
- Three Letters from Sarajevo (2017)

Źródło: